# Fahd El Hachimi
Fahd El Hachimi, né le 26 juin 1990 à Casablanca, est un journaliste et animateur de télévision marocain.

## Biographie
Fahd est diplômé dans le droit privé de l'Université Hassan-II de Casablanca. Il a également obtenu en 2014 une licence de l’Institut supérieur de journalisme.

### Carrière
En 2014, il rejoint Chada FM Radio en tant que journaliste et animateur d’émissions, puis il s'installe aux Emirats Arabes Unis et rejoint la chaîne satellitaire marocaine Bzaf TV en tant que animateur TV où il présente notamment Celebrity News.
Fahd a ouvert sa propre chaîne YouTube.
En octobre 2021, il annonce le lancement de sa nouvelle émission Maa Nojoum (« Avec les stars »), en compagnie de l'actrice marocaine Farah El Fassi, sur la chaîne de télévision Al Aan,. L'émission a accueilli durant ses premiers épisodes Dounia Batma, Lina Akdour et Nisrine Tafech,.